# Richard Altmann
Richard Altmann (Iława, 12 marzo 1852 – Wermsdorf, 7 dicembre 1900) è stato un anatomista tedesco.

## Biografia
Insegnante universitario a Lipsia, a lui dobbiamo la teoria dei bioplasti e la descrizione dei plasmosomi ghiandolari.

## Opere
- Über Nucleinsäuren Leipzig, 1889, 524-536.
- Zur Geschichte der Zelltheorien Leipzig, 1889.
- Die Elementarorganismen, 1890